# Sant Rafael de Pineda de Mar
Sant Rafael de Pineda de Mar és una església de Pineda de Mar (Maresme) inclosa a l'Inventari del Patrimoni Arquitectònic de Catalunya.

## Descripció
Petita capella rectangular d'una nau amb absidiola. L'entrada amb porta adovellada, pedra molt neta i nova, assenyala una dada: "1908". Per sobre la porta hi ha una finestra rodona que il·lumina l'interior. Al cim de la façana, té una espadanya sense campana. No hi ha imatgeria, només l'ara per terra. Teulada a dues vessants. Es troba orientada al poble de Pineda. Hi manquen bancs i llum.

## Història
Es desconeix l'origen, però la seva construcció és recent. Se sap que uns veïns de Pineda la van arranjar fa uns anys, però avui l'estat d'abandó és total, contribuint a això llur situació sobre l'abocador municipal d'escombraries.